# Akala Garrett
Akala Garrett (10 de mayo de 2005) es una deportista de Estados Unidos que compite en atletismo. Ganó dos medallas de oro en el Campeonato Mundial de Atletismo Sub-20 de 2022, en las pruebas de 400 m vallas y 4 × 400 m.